# Grgur Čevapović
Grgur Čevapović (u izvorima i Grgur Ćevapović) (Bertelovci kod Požege, 23. travnja 1786. – Budim, 21. travnja 1830.), bio je jezični reformator i hrvatski pisac iz Mađarske. Pisao je drame i pjesme.

## Životopis
Godine 1802. završio je gimnaziju u rodnom gradu i stupio u franjevački red. Filozofiju je studirao u Baji i na peštanskom sveučilištu gdje je i doktorirao. Svećenik je od 1809. godine te lektor filozofije u Brodu na Savi i Našicama. Devet je godina predavao povijest i crkveno pravo na teološkim sveučilištima u Brodu i Vukovaru gdje je bio i gvardijan samostana. U dva je navrata bio provincijal te gvardijan u Beču. Predavao je i u požeškoj gimnaziji od 1829. godine. Prije svega djelovao je kao franjevac koji obnaša dušobrižničke, odgojiteljske i poglavarske dužnosti. 
Djelovao je u franjevačkoj provinciji sv. Ivana Kapistrana.
Značajnu su njegova pisma iz kojih se očitava postepeno napuštanje jozefinizma te pokušaji obnove franjevačkog života u Slavoniji i Podunavlju. Bio je otvoren prema Kantovoj filozofiji te je raspravljao o temeljnim pitanjima moralnog bogoslovlja. 
Skupio je obilje kulturne i književnopovijesne građe, posebice o latinskim ali i hrvatskim djelima franjevačkih književnika. Od suvremenika najviše je cijenio M. P. Katančića izradivši njegovu temeljitu bibliografiju i priredivši za tisak njegov prijevod "Biblije". 
Autor je izvorne religiozno-poučne školske drame "Josip, sin Jakoba patriarke" koja je prvi put izvedena 1819. godine u Vukovaru. Bila je prepletena stihovima a tekst je i notiran te se približila ondašnjem u Europi vrlo popularnom scenskom obliku "Singspiel (spjevoigri)". Čevapović je bio dosljednji zagovornik ilirizma i zauzimao se za jedinstveni latinični sustav svih hrvatskih pokrajina. Bio je plodan i raznovrstan pisac. Njegova djela sadrže obilje podataka o povijesti, jeziku, etnologiji i kulturi hrvatskog puka u Slavoniji i Podunavlju. 
Za povijest hrvatskog preporoda i hrvatske političke misli je iznimno značajan i po tome što je još 1820. godine (praktično, u pretpreporodno vrijeme) izričito naglasio bačke i ugarske Hrvate kao dijelom Ilira, a pojavljuje se i kao predlagač južnoslavenskog zajedništva. To je napisao u svojoj drami Josip, sin Jakoba patriarke, koju je objavio u Budimu, gdje je u jednu biblijsku priču, naveo da u Ilire spadaju "Dalmatinci (pri čemu valja imati na umu da je to bilo jedno od imena za Hrvate u Ugarskoj), Kranjci, Istrijanci, Crnogorci, glasni Servijanci, k tom Hrvati, Murodravci, Bošnjaci (još jedno od imena za ugarske Hrvate), Bunjci Podunavci, Kotorčani, Srimci i Slavonci".
Kao filozofsko-teološki pisac modernističkih nagnuća te autor posljednjega hrvatskog baroknog prikazanja i zagovornik jedinstvenog hrvatskog pravopisa uspješno je povezao baroknu enciklopedijsku polihistoriju s hrvatskin preporodom i moderno zasnovanim humanističkim znanostima.
Pisao je, među ostalim, za Danicu Ilirsku.
Smatra ga se dijelom budimskom krugu hrvatskih franjevačkih pisaca, zajedno s Marijanom Jaićem, Mihovilom Radnićem, Matijom Petrom Katančićem, Lovrom Bračuljevićem, Grgurom Peštalićem, Emerikom Pavićem, Stjepanom Vilovim i ostalima, koji je uvelike pridonio razvitku kulture Hrvata u Ugarskoj u 18. i 19. stoljeću.

## Vanjske poveznice
- Oktatási és Kulturális Minisztérium  Arhivirana inačica izvorne stranice od 1. lipnja 2010. (Wayback Machine) Okvirni program hrv. jezika i književnosti za dvojezične škole - Književnost Hrvata u Mađarskoj